# Dorothy Masuka
Dorothy Masuka, född 3 september 1935 i Bulawayo i Sydrhodesia, död 23 februari  2019 var en sydafrikansk jazz- och popsångerska och låtskrivare som har inspirerat bland andra Miriam Makeba och Hugh Masekela med sina sånger.
Masuka, som var dotter till en  zambesisk far och en Zulukvinna, flyttade till en släkting i Sydafrika som tonåring och gick i skola i Johannesburg. Hon var intresserad av jazzmusik såsom Township Jive och deltog i sångtävlingar. Som sextonårig lämnade hon skolan för att sjunga i bandet African Ink Spots i Durban. Masuka skrev hitlåten Hamba Notsokolo och hennes sånger blev populära även om låten Dr. Malan om premiärminister Daniel  Malan, som hade infört apartheid, inte uppskattades och drogs in. 1961 sjöng hon in en sång om Patrice Lumumba, som nyligen mördats. Den förbjöds av censuren, alla skivor beslagtogs och originalinspelningen förstördes. Masuka blev oönskad i Sydafrika och återvände till Bulawayo. 
Fyra år senare blev hon ovänner med myndigheterna i Zambia och lämnade landet. Hon uppträdde i USA i musikalen Buwa 1965 samt med Miriam Makeba och  deltog i Pan African Cultural Festival i Algeriet 1969.  Masuka levde i exil i Malawi, Uganda och Tanzania tills hon kunde återvända till hemlandet Zimbabwe 1980. Hon återvände  till Johannesburg efter att Nelson Mandela frigivits år 1992 och uppträdde också i Europa och USA, bland annat med kvinnobandet Mahotella Queens i New York 2002. 
År 2006 tilldelades Dorothy Masuka den sydafrikanska Ikhamangaorden i silver för sin musik.

## Eftermäle
Nedslagskratern Masuka på planeten Merkurius är uppkallad efter henne.